# Idrodresserite
L'idrodresserite è un minerale.